# 318 a.C.

## Eventos
- Continua a Segunda Guerra Samnita.
- Lúcio Pláucio Venão e Marco Fólio Flacinador, cônsules romanos.